# Dambach (Bas-Rhin)
Dambach település Franciaországban, Bas-Rhin megyében. Lakosainak száma 755 fő (2022. január 1.). Dambach Sturzelbronn, Philippsbourg, Lembach, Niederbronn-les-Bains, Obersteinbach és Windstein községekkel határos.

## Népesség
A település népességének változása:
| Lakosok száma | 781  | 753  | 754  | 736  | 745  | 754  | 763  | 758  | 755  |
|               | 2013 | 2015 | 2016 | 2017 | 2018 | 2019 | 2020 | 2021 | 2022 |